# Dalea exigua
Dalea exigua är en ärtväxtart som beskrevs av Rupert Charles Barneby. Dalea exigua ingår i släktet Dalea, och familjen ärtväxter. Inga underarter finns listade i Catalogue of Life.